# Tergu
Tergu (topónimo en lengua sarda) es una localidad italiana de la provincia de Sácer, región de Cerdeña,  con 590 habitantes.

## Evolución demográfica
| Gráfica de evolución demográfica de Tergu entre 1861 y 2001 |
|                                                             |
| Fuente ISTAT - elaboración gráfica de Wikipedia             |